# Hyomys dammermani
Hyomys dammermani is een knaagdier uit het geslacht Hyomys dat voorkomt op Nieuw-Guinea. Hij leeft op 1300 tot 2800 m hoogte in de bergen van Nieuw-Guinea, van de Vogelkop in het westen tot Mount Hagen in het oosten. Deze soort wordt vaak in H. goliath geplaatst.
H. dammermani is een grote, gedrongen rat met een korte staart. De vacht is bruinachtig. Hij lijkt sterk op zijn oostelijke verwant Hyomys goliath, maar verschilt daarvan doordat hij iets kleiner is, de staart korter is en er minder witte vacht rond de oren zit. De kop-romplengte bedraagt 300 tot 322 mm, de staartlengte 245 tot 318 mm, de achtervoetlengte 52.1 tot 67 mm, de oorlengte 24.7 tot 28 mm en het gewicht 800 tot 1000 gram. Vrouwtjes hebben 0+2=4 mammae.
Deze soort leeft voornamelijk op de grond en graaft holen, hoewel hij ook een beetje kan klimmen. Hij eet wortels van grassen, zoals zwaardgras. Soms dringt hij ook tuinen binnen, waar hij zoete aardappel eet. Het schijnt een vrij zeldzaam dier te zijn.